# Liste der grönländischen Infrastrukturminister
Die Liste der grönländischen Infrastrukturminister listet alle grönländischen Infrastrukturminister.
Infrastrukturminister gab es erstmals explizit 1987, wobei die Zuständigkeitsbereiche auf zwei Minister verteilt waren. Bis 1988 gab es einen Versorgungs- und einen Verkehrsminister, dann nur noch einen Verkehrsminister, dann ab 1991 Minister für Technisches, ab 1995 Minister für Verkehr und Versorgung und von 1997 bis 1999 Minister für Verkehr und Kommunikation.
| Antritt            | Abgang             | Minister                                               | Leben            | Partei            | Regierung                 | evtl. übergeordnetes Ministerium |
| ------------------ | ------------------ | ------------------------------------------------------ | ---------------- | ----------------- | ------------------------- | -------------------------------- |
| 8. September 1987  | 12. April 1988     | Aqqaluk Lynge (Versorgung) Josef Motzfeldt (Verkehr)   | * 1947 * 1941    | Inuit Ataqatigiit | Motzfeldt IV              |                                  |
| 12. April 1988     | 7. Juni 1988       | Aqqaluk Lynge (Versorgung) Johanne Petrussen (Verkehr) | * 1947 1950–2023 | Inuit Ataqatigiit | Motzfeldt IV              |                                  |
| 7. Juni 1988       | 17. März 1991      | Emil Abelsen                                           | 1943–2005        | Siumut            | Motzfeldt V               |                                  |
| 17. März 1991      | 4. April 1995      | Kuupik Kleist                                          | * 1958           | Inuit Ataqatigiit | Johansen I                |                                  |
| 4. April 1995      | 21. Februar 1999   | Peter Grønvold Samuelsen                               | * 1960           | Siumut            | Johansen II, Motzfeldt VI |                                  |
| 21. Februar 1999   | 24. September 2001 | Steffen Ulrich-Lynge                                   | * 1956           | Siumut            | Motzfeldt VII             |                                  |
| 24. September 2001 | 14. Dezember 2002  | Jørgen Wæver Johansen                                  | * 1972           | Siumut            | Motzfeldt VII, VIII       |                                  |
| 14. Dezember 2002  | 20. Januar 2003    | Johan Lund Olsen                                       | * 1958           | Inuit Ataqatigiit | Enoksen I                 |                                  |
| 20. Januar 2003    | 15. Dezember 2003  | Mikael Petersen                                        | * 1956           | Siumut            | Enoksen II, III           |                                  |
| 15. Dezember 2003  | 19. Januar 2004    | Hans Enoksen (interim)                                 | * 1956           | Siumut            | Enoksen III               |                                  |
| 19. Januar 2004    | 26. Juni 2005      | Jens Napaattooq                                        | * 1966           | Siumut            | Enoksen III               |                                  |
| 26. Juni 2005      | 1. Dezember 2005   | Hans Enoksen (interim)                                 | * 1956           | Siumut            | Enoksen III               |                                  |
| 1. Dezember 2005   | 15. Januar 2007    | Jørgen Wæver Johansen                                  | * 1972           | Siumut            | Enoksen IV                |                                  |
| 15. Januar 2007    | 9. März 2007       | Siverth K. Heilmann (interim)                          | * 1953           | Atassut           | Enoksen IV                |                                  |
| 9. März 2007       | 12. Juni 2009      | Kim Kielsen                                            | * 1966           | Siumut            | Enoksen IV, V             |                                  |
| 12. Juni 2009      | 5. April 2013      | Jens B. Frederiksen                                    | * 1967           | Demokraatit       | Kleist                    |                                  |
| 5. April 2013      | 1. Oktober 2014    | Steen Lynge                                            | * 1963           | Demokraatit       | Hammond I, II             |                                  |
| 1. Oktober 2014    | 12. Dezember 2014  | Vittus Qujaukitsoq (interim)                           | * 1971           | Siumut            | Kielsen (interim)         |                                  |
| 12. Dezember 2014  | 27. Oktober 2016   | Knud Kristiansen                                       | * 1971           | Atassut           | Kielsen I                 |                                  |
| 27. Oktober 2016   | 27. Januar 2017    | Martha Lund Olsen                                      | * 1961           | Siumut            | Kielsen II                |                                  |
| 27. Januar 2017    | 24. April 2017     | Múte B. Egede (interim)                                | * 1987           | Inuit Ataqatigiit | Kielsen II                |                                  |
| 24. April 2017     | 15. Mai 2018       | Erik Jensen                                            | * 1975           | Siumut            | Kielsen II                |                                  |
| 15. Mai 2018       | 5. November 2018   | Simon Simonsen                                         | * 1961           | Siumut            | Kielsen III, IV           |                                  |
| 5. November 2018   | 29. November 2018  | Aqqalu Jerimiassen (interim)                           | * 1986           | Atassut           | Kielsen IV                |                                  |
| 29. November 2018  | 23. April 2021     | Karl Frederik Danielsen                                | * 1971           | Siumut            | Kielsen IV, V, VI         |                                  |
| 23. April 2021     | 23. November 2021  | Naaja H. Nathanielsen                                  | * 1975           | Inuit Ataqatigiit | Egede I                   |                                  |
| 23. November 2021  | 5. April 2022      | Mariane Paviasen                                       | * 1969           | Inuit Ataqatigiit | Egede I                   |                                  |
| 5. April 2022      | 25. September 2023 | Erik Jensen                                            | * 1975           | Siumut            | Egede II                  |                                  |
| 25. September 2023 | amtierend          | Hans Peter Poulsen                                     | * 19??           | Siumut            | Egede II                  |                                  |